# Bökenäsets naturreservat
Bökenäset är ett naturreservat i Kristianstads kommun i Skåne län.
Vid norra Oppmannasjön ligger Bökenäset som är en artrik lokal för marksvampar. Bökenäset består till stora delar av bokskog och innehåller endast mindre arealer med granskog. I reservatet finns minst 45 rödlistade arter, med den i Norden sällsynta rosensoppen som den mest exklusiva. Den sammanhängande ädellövskogen med gulsippa, blåsippa, gulplister och ormbär som arter i markvegetationen.

## Svampflora och fågelliv
Sjösänkning av Oppmannasjön i slutet av 1800-talet torrlade nya kalkrika marker. Skogens långa kontinuitet har utvecklat en mycket artrik svampflora i området. I området finns  de rara svamparna grönticka, kejsarspindling och violgubbe förutom den ytterst sällsynta rosensoppen. Bland fågelfaunan finns bland annat nötkråka, spillkråka och mindre hackspett. På Oppmannasjön rastar många änder och gäss.

## Förhistoria
I Bökenäset bokskogar finns flera områden med fornlämningar i form av fossila odlingsmarker och gravar i form av rösen, stensättningar och hällkistor. Lämningarna härrör från slutet av stenåldern till mitten av järnåldern. De berättar om ett öppnare odlingslandskap under förhistorisk tid. För att bevara värdena bör inte markberedning bör utföras i skogbruket och bebyggelse inte tillåtas. Den skogliga kontinuiteten är viktig för områdets bevarande.

## Bevarandeinsatser
I Bökenäset i Kristianstad har getter använts för att bekämpa ung späd sykomorlönn, med mycket god effekt.

## Föreskrifter
Utöver föreskrifter och förbud i andra lagar och författningar är det förbjudet att:
- gräva eller på annat sätt skada block, stenar, hällar, terrängformer eller stenmurar
- föra bort död ved, bryta kvistar, fälla eller på annat sätt skada levande eller döda stående eller liggande träd och buskar
- gräva upp växter, plocka mossor, lavar eller vedlevande svampar
- medföra hund eller annat husdjur som ej hålls i koppel
- göra upp eld
- ställa upp husvagn, husbil eller motsvarande mellan kl 00.00 – 06.00,

Vidare är det förbjudet att utan Länsstyrelsens tillstånd:
- samla in ryggradslösa djur, t.ex. skalbaggar eller mollusker
- anbringa tavla, skylt, inskrift, affisch eller därmed jämförlig anordning,
- utplacera främmande föremål (tex geocachar eller dylikt)